# Cryptotreta cislimitensis
Cryptotreta cislimitensis är en tvåvingeart som beskrevs av Steyskal 1977. Cryptotreta cislimitensis ingår i släktet Cryptotreta och familjen borrflugor. Inga underarter finns listade i Catalogue of Life.